# 葛鰹
葛鰹（くずがつお）は、精進料理のひとつ。刺身の代用とされる。
滋賀県大津市の園城寺（三井寺）では、同様の食品が「精進かつお」として作られている。

## 概略
くず粉をすり鉢で細かくすり、アズキの煮汁を加え、やや固めにこね、布巾の上に練り伸ばし、カツオの形に造り、血合いの肉は別にべんがらを加えて着色し、蒸籠で蒸し上げる。腹側の銀皮は銀箔を薄く塗って刺身のように作る。からし醤油、またはわさび醤油で食する。
園城寺の「精進かつお」は、水を入れたくず粉に梅肉を入れてよく練り、一度濾して鍋で火を通してから型に入れて冷やし固める。梅肉の代わりに生姜汁を入れるとイカの糸造り風になる。